# シンシナティ協会
シンシナティ協会（シンシナティきょうかい、英: Society of the Cincinnati）は、アメリカ合衆国とフランスの歴史ある結社である。会員になるためには一定の厳しい条件に適う必要がある。

## 起源
シンシナティ協会の概念はおそらくヘンリー・ノックス少将に端を発していた。協会の最初の集会は、まだイギリス軍がニューヨーク市から撤退する前の1783年5月に、ニューヨークのニューバーグ市に近いフィッシュキル（今日のビーコン）での晩餐会の席であった。集会の議長はアレクサンダー・ハミルトン中佐が務め、参加者は戦後も互いに連絡を取り合うことを決めた。会員は通常、最近3年間大陸軍または大陸海軍に従軍した士官と限定したが、フランス陸軍とフランス海軍のある階級以上の士官も含めることにした。後に会員資格は当初の会員が死んだ後にその長子（男子）に継承された。今日の世襲会員は一般に大陸軍または大陸海軍に3年間以上従軍した士官、従軍中に戦死した士官および独立戦争終戦時に従軍していた士官の子孫である必要がある。
協会の名前は、共和政ローマの執政官としての条件を受け入れてその農園を離れ、短期間独裁官となり、戦争のような緊急事態に対応するため法に適った専制を行ったキンキナトゥスに因んで付けられた。キンキナトゥスは戦争が終わると権力を元老院に返還しその農園を耕しに戻った。協会のモットーはその無償の奉仕という倫理観を反映するものであり、「Omnia relinquit servare rempublicam」（彼は全てを擲って共和国に仕えた）である。協会の結成当初から3つの目的があり、「Immutable Principles」（普遍の原理）と呼ばれている。
- 心から勝ち取った権利を守ること
- 各州の連合の継続を推進すること、および
- 必要に応じて会員とその寡婦、およびその孤児を援助すること

協会の設立から12ヶ月以内に各州とフランスに支部が結成された。当初会員適格者と目された約5,500名の中で、2,150名が1年以内に加入した。フランス王ルイ16世は1784年7月4日に結成されたフランス・シンシナティ協会を公認した。その時まで、フランス王はフランスの士官が外国の勲章を付けることを許していなかったが、シンシナティの記章に限っては許した。協会の会員になりたい者が多かったので、この記章は間もなくフランスのナイトの勲位叙任者と同じくらい誰もが欲しがるものになった。
ジョージ・ワシントンが初代会長に選出された。ワシントンは1783年12月からその死の1799年まで会長職にあった。第2代会長はアレクサンダー・ハミルトンであった。
協会は一般にアメリカの主要な世襲団体と考えられている。その会員は、アメリカ合衆国憲法の署名者54人のうち23人を初めとして、アメリカの歴史でも傑出した軍事指導者と公僕の多くを含んでいた。協会は北アメリカでも最古の現在に残る軍事協会である。

## 協会の紋章、すなわちワシ

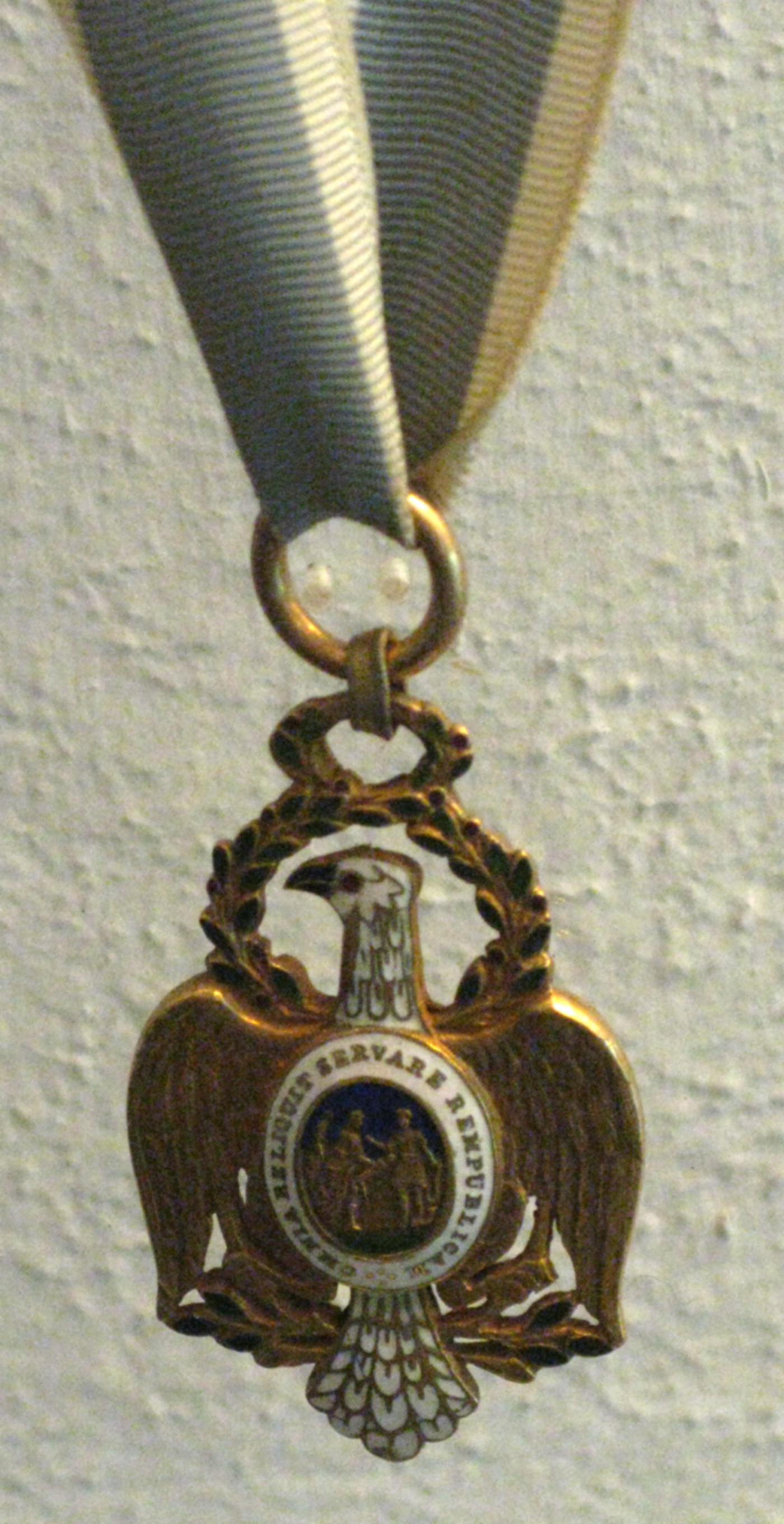
シンシナティ協会の紋章

1783年6月19日、協会はハクトウワシをその記章として採用した。昔も今も協会に大事にされ、それはアメリカの独立以後最初のシンボルであり、アメリカの豊富な表象文化の中でも重要なものとなった。アメリカ合衆国の国章の制定に遅れること364日で、アメリカをハクトウワシで表した2番目の紋章になった。
協会の紋章にハクトウワシを使うことは、1777年に大陸軍に加わり、工兵隊で従軍し、後に協会員にもなったフランス人士官ピエール・ランファン少佐が示唆した。この提案の時にランファンは、「ハクトウワシはこの大陸固有のものであり、その白い頭と尾羽で他のものと見分けが付きやすいので、注目するに値すると思う」と注釈していた。1783年、ランファン少佐は自分のデザインを元に最初のワシの記章を作らせるためにフランスへ出張した。後のことであるが、ランファンはワシントンD.C.の都市計画にも関わることになった。
記章表面のシンシナティ・イーグルの中央にある円形模様は、ローマ元老院から刀を受け取るキンキナトゥスを表しており、裏面はキンキナトゥスが栄誉の象徴を頭に戴いて畑を耕している姿を表している。協会の色は明るい青と白であり、アメリカ合衆国とフランスの兄弟的な繋がりを示している。
ジョージ・ワシントン将軍が付けていたワシの記章は1824年に特別の意味合いを持ってラファイエットに寄贈され、以降はラファイエット家に所蔵されている。
シンシナティ・イーグルは公共の様々に重要な場所に展示されており、例えばオハイオ州シンシナティ市のファウンテン広場では合衆国の星条旗とシンシナティ市の旗と並んでいる。協会の旗は青と白の縞模様に、左上の掲揚用の紐に近い四角（キャントン）は濃い青である。キャントンではシンシナティ・イーグルの周りを14の星が取り囲んでいる。

## 協会に対する反応
独立戦争終戦後の年月で協会員の数は拡大を続けた。会員は合衆国政府や多くの州政府の要職に就いていた。協会はその設立目的を体現することになった。しかし、トーマス・ジェファーソンなどは世襲的特権階級を作り出すことに警告を発していた。会員資格は長子相続制によって受け継がれ、一般の兵士を排除していた。多くの場合、相当期間州の軍隊や大陸軍に関わっていなければ、民兵の士官も排除されていた。
ベンジャミン・フランクリンも当初から協会に批判的であった。ただし、フランクリンは後に共和国における協会の役割を認め、国が安定した後では名誉会員にすらなった。フランクリンは貴族階級を作ることを心配しただけでなく、ワシの紋章を使うことが世襲という慣習を想起させることも恐れていた。フランクリンはシンシナティ・イーグルに関する論評の中で、直接ではないが兄貴分のアメリカ合衆国の国章についてもやわらかく抗議していた。
1784年1月26日、フランクリンは唯一の娘サラ・ベイチェに宛てた手紙の中で、協会の及ぼす悪影響とワシのイメージに国の性格に対する影響について長々と認めていた。そのイメージが協会の紋章の円形模様に描かれることになったので、フランクリンは次のように書いていた。
リボンとメダルを持ってフランスに旅した紳士は立派にその役割を果たした。私にはそれがまあまあの成果には見えるが、このような事全てが批判されている。...私に言わせれば、ハクトウワシをこの国を代表するものに選ぶべきではなかった。それは道徳的に悪い性格の鳥である。ワシは正直に生活してる訳ではない。...それ故に我々の国から「王の鳥」を駆逐した勇敢で正直なアメリカのシンシナティに対して、ワシは決して適当な紋章ではない。ただし、フランス人が言う「勤勉なる騎士」の位を表すには良く似合っている。

協会の影響は他の関心も呼んだ。憲法制定会議の代議員が大統領を選出する方法を議論しているときに、マディスンはマサチューセッツのエルブリッジ・ゲリーの次の演説を記録している。
この場合の普通選挙は根本的に性質の悪いものである。民衆の無知は、合衆国中に分散した男達に権力を与え、民衆を欺いてある取り決めに向かわせてしまう可能性がある。私はシンシナティという階級の中にいる人々の協会を観察してきた。彼らは尊敬に値し、団結し、影響力ある者達である。もし選挙が民衆に及ぶならば、彼らは実際に如何なる場合も大統領を選ぶであろう。私がこの協会を構成する人々を尊敬していることは、そのような権力を彼らの手に渡してしまうことの危険性と不適当であることに目を瞑らせることではない。

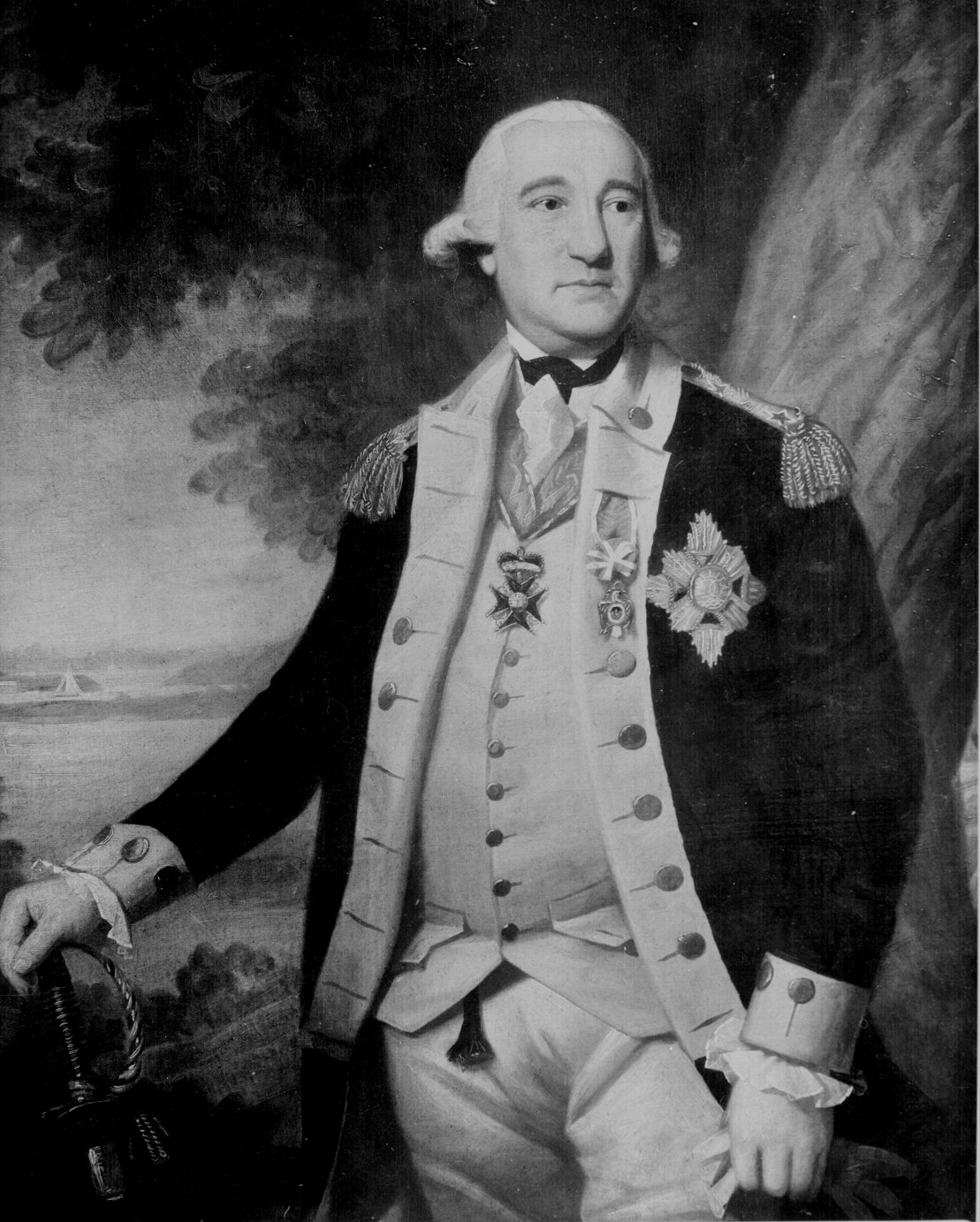
ストイベン男爵。左襟に着けているのが協会の記章

協会の初期にあった国際的な抗議の嵐が終息するにつれて、協会は教養のある公僕を輩出する機関として19世紀に頭角を現し、アメリカの西部への拡大を進め、ワシントン（連邦政府）における団結力を作り上げた。初期の協会員には次のような者がいた。タデウシュ・コシチュシュコ、ジョン・ブルックス、ウィリアム・ユースティス、クリスチャン・フェビガー、アレクサンダー・ハミルトン、ラファイエット、チャールズ・マクナイト、ストイベン男爵、ジョシア・ハマー、トマス・ポージー、リチャード・バトラー、ジョン・トランブル、ルーファス・パットナム、ウィリアム・ステーシー、ジェイムズ・ミッチェル・バーナム、デイビッド・ジーグラー（初代シンシナティ市長）、エベネザー・デニー（初代ピッツバーグ市長）、ジョン・ポール・ジョーンズ、トマス・タクスタン、ナサニエル・ラムゼー、アイザック・フーガー、ウィリアム・S・スミス。また、初期の連邦保安官であるロバート・フォーサイスやアラン・マクレーンも含まれていた。

## その後の協会

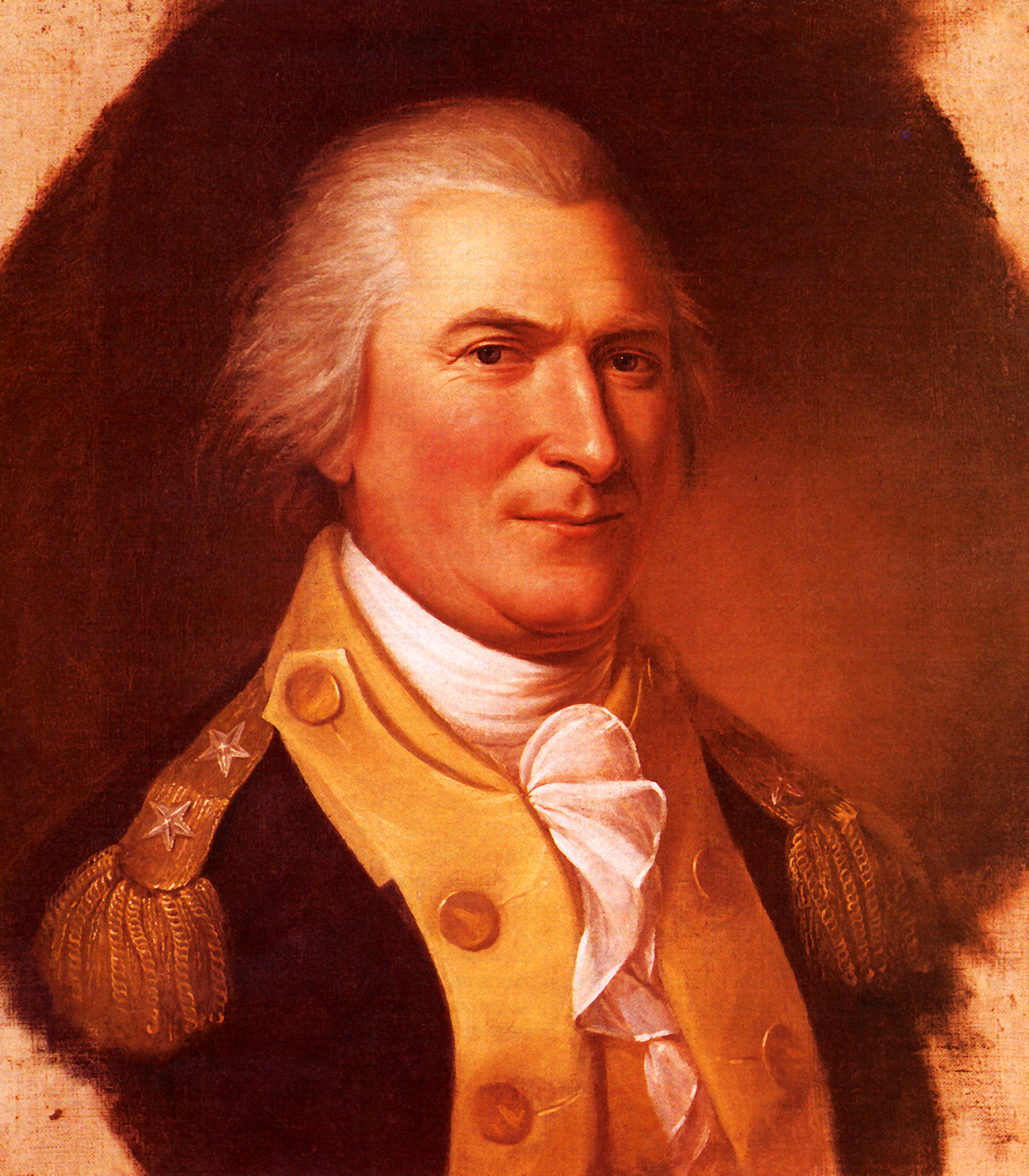
アーサー・セントクレア

協会はアパラチア山脈から西にアメリカでは最初の大都市の多くを建設していく時に必要不可欠な存在だった。オハイオ州シンシナティ市、ペンシルベニア州ピッツバーグ市などが顕著な例である。北西部領土の初代知事アーサー・セントクレアも協会員であった。セントクレアは小さな開拓地であったシンシナティに協会の名前を採って名づけ、協会員の入植を奨励した。エベネザー・デニー中尉 (1761-1822)は当初からペンシルベニアの会員であり、1816年にピッツバーグが市制を布いた時に初代市長になった。ピッツバーグはピット砦が成長した町であり、独立戦争中の砦の指揮官は4人とも当初の会員になった。
南北戦争は合衆国全体と同様に協会にとっても大きな試練となった。ロバート・E・リーは会員の資格があったし、北軍も南軍も多くの士官が会員であった。それにも拘らず、協会は戦後回復し、21世紀まで活動を続けている。
今日の協会はアメリカ独立を成し遂げた男達の理想と行動、およびアメリカの歴史、特に独立戦争の勃発から米英戦争にいたる期間に対して、大衆が理解度を増す努力を支援している。協会の本部はワシントンD.C.のアンダーソン・ハウスにあり、当時の出来事や軍事科学に関連する原稿、文献、肖像画、模型など多くの収集品を維持している。協会員は、アメリカ合衆国の代表する民主主義の重要性について共和主義的政体という流れの中で、アメリカ人に教えるために、教師役になったり、表彰したり、教材を作る活動をボランティアで行っている。会員の定義と入会はワシントンの本部ではなく、各州の支部での機能となっている。
協会の立てた目的は既に現実のものとなってきた。協会は独立戦争の退役軍人に対する補償を政府がおこなうべきということを提唱した。退役者の給与、健康管理および傷痍軍人や元軍の関係者の福祉、戦争未亡人や孤児の補償という概念も協会の主要な目的であった。この目的の達成までには多くの年月を要した。例えば、独立戦争退役軍人が補償を受け取ったのは1834年のことであり、傷痍軍人や生存者の補償計画が実現したのは1865年であった。軍属の福祉、補償、および記念を行う補償統合制度をアメリカ合衆国が始めたのは、連邦退役軍人管理の始まった1930年のことであった。さらに、連邦政府退役軍人担当局を立ち上げて、独立した内閣の中の局レベルまでにしたのは1989年であった。協会の目的は兵士、士官双方の福祉を良くすることであり、その家族、あらゆる人種、少数民族、教義も含まれた。退役軍人に関する協会の計画は大半が達成され、今日の協会は「友の協会」となり、その目的はアメリカ合衆国の設立に貢献した歴史、原理および価値観の大衆に対する教育に変わって来た。
長い間、会員資格の規定は基本的に変わっていない。直系の男の子孫が絶えた場合には傍系子孫の入会を受け付ける規定もある。戦争中に亡くなった者の子孫を含める州の協会では会員が拡大しているが、また資格制限は厳しいままである。公式記録は公にされていないが、世界の会員数は3,700名と見られており、この中には元大統領、内閣の構成員およびその長子(男）が含まれている。より広い会員組織が別に創られた。アメリカ独立の息子達、およびアメリカ独立の娘達である。真の直系子孫会員であった大統領はフランクリン・ピアース唯一人（ジョージ・ワシントンとジェームズ・モンローは初期の会員）であり、ロナルド・レーガンは直系ではないがシンシナティ協会本部の名誉会員として現職のまま入会を認められた最後の大統領であった。ジョージ・H・W・ブッシュは大統領を辞めた後に名誉会員になった。アンドリュー・ジャクソンとザカリー・テイラーは大統領になる前に名誉会員になった。ジェームズ・ブキャナン、ウィリアム・マッキンリー、セオドア・ルーズベルト、ウィリアム・タフト、ウッドロウ・ウィルソン、ウォレン・ハーディング、フランクリン・ルーズベルトおよびハリー・トルーマンは就任中に名誉会員になった。ユリシーズ・グラント、グロバー・クリーブランド、およびハーバート・フーバーは辞任後に名誉会員になった。
協会の会員の概観はかなり変わって来た。教会は長い間、プロテスタントでアングロサクソン人の血を引く上流階級の社会と見なされてきた。今日、ローマカトリック教会の者もおればヒスパニックあるいはアフリカ系アメリカ人も居る。会員になるためには応募者の血統を公式の書類で証明し、家系学的な調査と経歴の審査が行われる。応募書類は、その父親が会員であっても本人自ら提出する必要がある。アメリカ独立の息子達、およびアメリカ独立の娘達とは異なり、アメリカ独立戦争当時の大陸軍指揮官一人につき同時期に一人の子孫が認められる。ただし、例外はある。
14の支部には名誉会員がいるが、軍隊で傑出した業績を上げた者（例えば、栄誉メダルの受賞者、高位の将軍や提督）、あるいは傑出した公的役職を担った者（例えば大使、連邦上院議員）に与えられる。名誉会員には正規の会員と同じ権利と責任が付与されるが、死んだときの継承者を指名することはできない。
過去に多くの世襲会員が特命士官や海外勤務士官として従軍した。今日大きく変わったことは、多くの世襲会員が一度も特命士官や海外勤務士官として従軍することがなくなったことである。しかし、数多い世襲会員は軍隊の1兵卒として従軍したり、あるいは投資銀行家、健康管理者、医者、判事、弁護士、教授を務めている。基本的に協会の会員はかなり選別されているが、現会員の社会的地位や職業はその先祖よりも多様化している。
協会はアメリカ政府で伝統的に強い影響力を維持し続けており、特に連邦の実行部局で強い。大統領そのものは別にしても、国務省など大統領が指名する省庁に長い執務記録がある。典型的な例がラーズ・アンダーソン3世であり、著名なオハイオ州シンシナティ市の家庭から出てきており、バージニア協会のリチャード・クラフ・アンダーソンの曾孫でもあった。ラーズ・アンダーソンの優れた経歴の中には駐ロンドン公使館と大使館での第二書記官、駐ローマ大使館の一等書記官と代理公使、駐東京特命全権公使があった。アンダーソンはワシントンD.C.に冬を過ごす宮殿のような住居（現在アンダーソン・ハウスと呼ばれる）を建て、彼の死んだ1937年に未亡人が室内装飾や家具もろとも協会本部に寄付した

## アンダーソン・ハウス、本部
アンダーソン・ハウスはワシントンD.C.ノースウェスト、マサチューセッツ・アヴェニュー2118にあり、教会の本部と歴史的博物館、研究図書館を備え、大使館街（世紀の変わり目のワシントンで最も人気がある町並みと言われた）にあって、通り向こうには有名な学術的社交サークルであるコスモス・クラブがある。アンダーソン・ハウスはラーズ・アンダーソンの冬の住まいとして1902年から1905年に建築され、アンダーソンの妻イザベル・ウェルド・パーキンスは著作家で赤十字のボランティアでもあった。建築家はボストンのアーサー・リトルとハーバート・ブラウンで古典的装飾様式にした。アンダーソン家はこの家をアメリカや海外の社会や政界のエリートをもてなす場として使い、また夫婦があちこちと旅行した時に集めた装飾品や歴史のある工芸品コレクションの展示場とした。アンダーソン夫妻には子供がいなかった。ラーズ・アンダーソンが死んだ1937年に、未亡人は夫が50年間以上も尽くしてきたシンシナティ協会に建物と中身を送ることに決めた。協会は1939年にアンダーソン・ハウスの中に博物館を開いた。アンダーソン・ハウスは国定登録史跡に挙げられており、また国定歴史的建造物にもなっている。
今日のアンダーソン・ハウスの博物館を訪れる人は、一、二階を見て回る間にアンダーソンのコレクションを見ながら、ワシントンの興味ある所や集められている物について解説を受ける。またアメリカ独立戦争の歴史、シンシナティ協会およびアンダーソン・ハウスとそこに収められているものについて入れ替えのある展示物を見ることもできる。アンダーソンが集めたコレクションに加えて協会の博物コレクションには、肖像画、兵器、および独立戦争に従軍した兵士の工芸品がある。また戦争と参加者思い出させるために作られた記念品、協会と会員の歴史に関連した品物、例えば協会の陶磁器や記章、アンダーソン家の肖像画や工芸品、ハウスの歴史に関連した、例えば第二次世界大戦の間に海軍がハウスを使ったときの工芸品などを納めている。アンダーソン・ハウスはケーブルテレビの「アメリカの城」シリーズにも収録された。

## 図書館
シンシナティ協会の図書館はワシントンD.C.ノースウェスト、マサチューセッツ・アヴェニュー2118のアンダーソン・ハウスにある。この図書館は18世紀と19世紀初期の陸軍と海軍に歴史に関する印刷物と原稿を集め保存し研究の用途に供している。特にアメリカ独立戦争と米英戦争の人物と出来事に集中している。収集品には、公式の軍事文書、当時の報告と論文、原稿、地図、絵画、文学および海軍の絵画と化学の作品を含め、様々な現代の作品と稀覯品が含まれている。さらにこの図書館はシンシナティ協会の記録保管所となっており、ラーズ・アンダーソンとイザベル・アンダーソンに関する資料もある。研究者は予約により利用可能となっている。

## ニューハンプシャー州エグゼターの博物館
ニューハンプシャー州シンシナティ協会は知事の委員会を通じてエグゼターのアメリカ独立博物館を所有し運営している。この博物館は私設で非営利目的の施設であり、その使命はアメリカ独立とニューハンプシャー州およびエグゼターの果たした役割、さらに新しい共和国の設立に果たしたギルマン家の役割について研究、教育および解釈を行う場を提供することである。博物館の収集品の中には合衆国憲法の草稿、アメリカ独立宣言を印刷したダンラップ・ブロードサイドの原本、ジョージ・ワシントンが特に勇敢だった兵士に与えた軍事功績記章の実物が含まれている。展示物は国で最古の退役軍人の協会であるシンシナティ協会、および初代大統領のジョージ・ワシントンを中心としている。永久保存物にはアメリカの家具、陶器、銀製品、布地および軍隊のチラシなどがある。

## 下部組織
- アメリカ哲学協会：多くのシンシナティ協会員が最初の執行委員会メンバーとなり寄付をした。現在の哲学協会は非公式に友邦的関係を続けているだけである。
- ファイ・ベータ・デルタ：シンシナティ協会がPBDの教授の国際的な活動と教育を後援している。